# Wyręba (województwo dolnośląskie)
Wyręba (do 1947 Dumna Góra) – wieś w Polsce położona w województwie dolnośląskim, w powiecie lubańskim, w gminie Siekierczyn.

## Położenie
Wyręba to mała wieś o długości około 1,7 km, położona u północno-zachodniego podnóża Wysoczyzny Siekierczyńskiej, w górnej części doliny Żareckiego Potoku.

## Podział administracyjny
W latach 1975–1998 miejscowość należała administracyjnie do województwa jeleniogórskiego.

## Historia
Wyręba jest starą osadą, ale jej rozwój wstrzymywały wojny, zniszczenia i peryferyjne położenie. Około roku 1800 został tu zbudowany dwór. W 1825 roku w miejscowości było 41 domów i 3-klasowa szkoła ewangelicka, a w 1840 roku liczba domów wzrosła do 53. Pod koniec XIX wieku wieś nie budziła zainteresowania turystycznego, ponieważ była położona poza głównymi trasami komunikacyjnymi.
Po 1945 roku Wyręba pozostała niewielką wsią rolniczą. W 1988 roku było tu 28 indywidualnych gospodarstw rolnych.

## Zabytki
W Wyrębie znajduje się kilka niezbyt cennych zabytków, są to między innymi:
- zespół dworski składający się z dworu pochodzącego z około 1800 roku i dwóch oficyn pochodzących z XVIII wieku,
- kilka domów pochodzących z XIX wieku.